# Campionati del mondo di ciclismo su pista 2016 - Chilometro a cronometro
La chilometro a cronometro ai campionati del mondo di ciclismo su pista si è svolta il 3 marzo 2016.

## Podio
| Pos.    | Atleta           | Nazionalità |
| ------- | ---------------- | ----------- |
| Oro     | Joachim Eilers   | Germania    |
| Argento | Theo Bos         | Paesi Bassi |
| Bronzo  | Quentin Lafargue | Francia     |

## Risultati
| Posizione | Nome                | Nazione       | Tempo    | Gap    |
| --------- | ------------------- | ------------- | -------- | ------ |
| 1         | Joachim Eilers      | Germania      | 1:00.042 |        |
| 2         | Theo Bos            | Paesi Bassi   | 1:01.048 | +0.419 |
| 3         | Quentin Lafargue    | Francia       | 1:01.048 | +1.539 |
| 4         | Krzysztof Maksel    | Polonia       | 1:01.597 | +1.555 |
| 5         | Matthew Crampton    | Gran Bretagna | 1:01.669 | +1.627 |
| 6         | Matt Archibald      | Nuova Zelanda | 1:01.718 | +1.676 |
| 7         | Tomáš Bábek         | Rep. Ceca     | 1:01.962 | +1.920 |
| 8         | Robin Wagner        | Rep. Ceca     | 1:02.206 | +2.164 |
| 9         | Santiago Ramírez    | Colombia      | 1:02.207 | +2.185 |
| 10        | Maximilian Dörnbach | Germania      | 1:02.425 | +2.383 |
| 11        | José Moreno Sánchez | Spagna        | 1:02.550 | +2.508 |
| 12        | Im Chae-bin         | Corea del Sud | 1:02.666 | +2.624 |
| 13        | Mateusz Lipa        | Polonia       | 1:02.908 | +2.866 |
| 14        | Kacio Freitas       | Brasile       | 1:04.202 | +4.160 |
| 15        | Mika Simola         | Finlandia     | 1:04.641 | +4.599 |